# Chimú

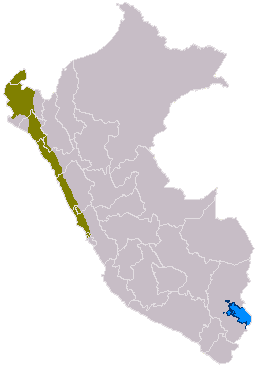
Chimú-kulturens utbredning i Peru.

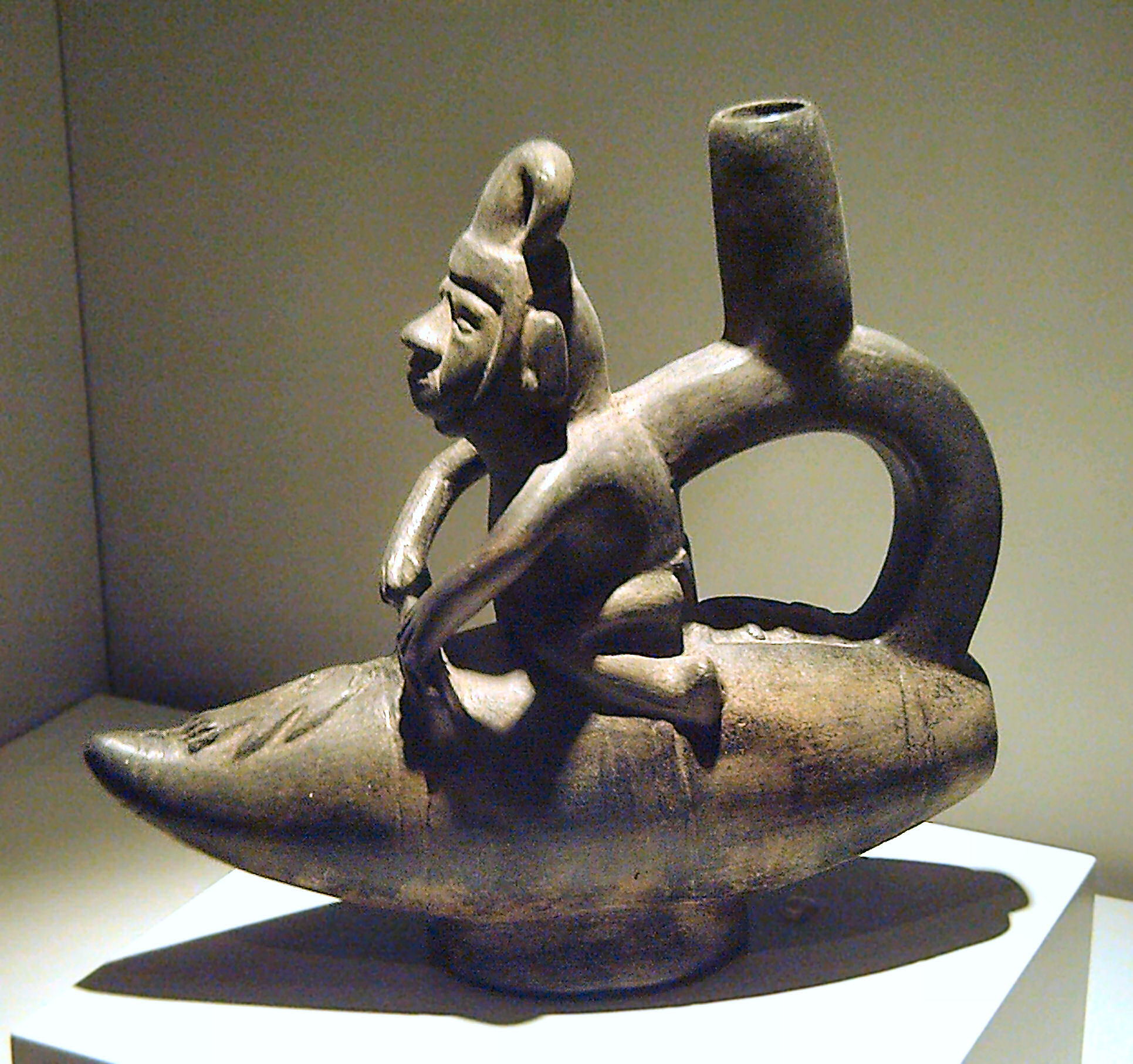
Chimúfiskare på en farkost av vass, en caballito de totora; Keramikkrus (1100–1400-tal)

Chimú var ett indianfolk som levde i Sydamerika som invånare i kungariket Chimor med Chan Chan som huvudstad, en stor stad med hus av soltorkat tegel i Mochedalen Trujillo, Peru. 
Chimúkulturen framträder när huari faller samman mellan åren 1100 och 1400. De besatte de territorier som tidigare hade bebotts av moche, och kom att utöka sina domäner, vid sin största utbredning, över en stor remsa av norra Peru, från Tumbes till Huarmeydalen. 
I deras utveckling framträder två perioder: under den första perioden handlar det om en liten grupp som levde i den gamla Mochedalen och omkringliggande områden (900–1300), och under den andra hade de redan erövrat ett vidsträckt område och utgjorde ett kungarike under konstant expansion (1300–1470).
Chimú utmärkte sig inom stadsbyggandet tack vare sina formidabla konstruktioner. Exempel på detta är byggnader som Chan Chan, Chimúmuren och Paramongafästningen.
Tack vare detta anses de vara de bästa arkitekterna under tiden före Inkariket. På samma sätt utmärker sig deras prydnader och tillverkade föremål, för vilkas framställning de använde en rad olika tekniker och metaller.
Olika historiker hävdar att vid mitten av 1400-talet hade chimúkulturen besegrats av Inka, som hade assimilerat deras kultur. Den tionde inkahärskaren Tupac Inca Yupanqui ledde ett fälttåg, som slutligen besegrade chimú omkring 1470, bara femtio år, innan spanjorerna anlände till området.
De lär även ha funnits i Ecuador, där deras största stad hette Azuay (nuvarande Quito).